# Slavia Bratislava (volley-ball féminin)
Maillots
Slávia EU est un club slovaque de volley-ball fondé en 1953 et basé à Bratislava, évoluant pour la saison 2018-2019 en Extraliga Ženy.

## Historique
- Slávia UK AJ OZAP Bratislava (1998-2002)
- Slávia UK Bratislava (2002-2004)
- Slávia UK Slovenská Sporiteľňa Bratislava (2004-2007)
- Slávia UK Kúpele Dudince Bratislava (2007-2008)
- VK Slávia UK Bratislava (2008-2011)
- VK Slávia EU Bratislava (2011-...)

## Palmarès
- Championnat de Tchécoslovaquie (9)
  - Vainqueur : 1966, 1967, 1968, 1976, 1978, 1982, 1983, 1989, 1991.
  - Finaliste : 1964, 1965, 1970, 1971, 1980, 1981, 1984, 1985, 1986, 1987, 1988, 1990.
- Championnat de Slovaquie (17)
  - Vainqueur : 1993, 1994, 1995, 1998, 1999, 2000, 2001, 2002, 2003, 2004, 2008, 2010, 2011, 2013, 2015[4]2016[5]2017[6]2019[7]
  - Finaliste : 1996, 1997, 2005, 2006, 2007, 2009, 2012, 2014, 2018.
- Coupe de Slovaquie (12)
  - Vainqueur : 1993, 1994, 1995, 1996, 2003, 2004, 2005, 2006, 2010, 2013, 2015[8] 2016[9]2017[10]2019[11]
  - Finaliste : 2007, 2008, 2009, 2011, 2012, 2014, 2020.
- Coupe des Coupes (1)
  - Vainqueur : 1976

## Effectifs

### Saison 2020-2021
| No                                                                                 | Nom                                                                                | Date de naissance                                                                  | Taille                         | Poids                          | Poste                          |
| ---------------------------------------------------------------------------------- | ---------------------------------------------------------------------------------- | ---------------------------------------------------------------------------------- | ------------------------------ | ------------------------------ | ------------------------------ |
| 2                                                                                  | Zuzana Šepeľová                                                                    | 24 novembre 1999                                                                   | 182                            | 67                             | Réceptionneuse-attaquante      |
| 3                                                                                  | Ema Palkovičová                                                                    | 16 août 1999                                                                       | 183                            | 73                             | Réceptionneuse-attaquante      |
| 4                                                                                  | Simona Jelínková                                                                   | 20 novembre 2001                                                                   | 182                            | 80                             | Réceptionneuse-attaquante      |
| 7                                                                                  | Darja Doluda                                                                       | 31 mai 1996                                                                        | 182                            | 74                             | Attaquante                     |
| 8                                                                                  | Bruna Caixeta Costa                                                                | 8 novembre 1997                                                                    | 183                            | 75                             | Passeuse                       |
| 9                                                                                  | Raquel Löff da Silva                                                               | 2 janvier 1995                                                                     | 193                            | 79                             | Centrale                       |
| 11                                                                                 | Valentina Bátovská                                                                 | 23 octobre 2000                                                                    | 179                            | 71                             | Centrale                       |
| 13                                                                                 | Katarína Körmendyová                                                               | 25 avril 1999                                                                      | 183                            | 74                             | Centrale                       |
| 14                                                                                 | Ella Erteltová                                                                     | 17 septembre 2001                                                                  | 177                            | 81                             | Passeuse                       |
| 15                                                                                 | Paulína Košíková                                                                   | 4 décembre 2002                                                                    | 168                            | 50                             | Libero                         |
| 22                                                                                 | Ema Magdinová                                                                      | 4 janvier 1999                                                                     | 175                            | 61                             | Libero                         |
| 25                                                                                 | Zuzana Halušková                                                                   | 22 décembre 1999                                                                   | 185                            | 70                             | Centrale                       |
| 26                                                                                 | Jana Harajdičová                                                                   | 21 juin 1999                                                                       | 160                            |                                | Libero                         |
|                                                                                    |                                                                                    |                                                                                    |                                |                                |                                |
| Encadrement technique                                                              | Encadrement technique                                                              |                                                                                    | Légende                        | Légende                        | Légende                        |
| Entraîneur : Michal Matušov                                                        | Entraîneur : Michal Matušov                                                        | Entraîneur : Michal Matušov                                                        | : Capitaine                    | : Capitaine                    | : Capitaine                    |
| Entraîneur(s) adjoint(s) : Igor Prieložný Entraîneur(s) adjoint(s) : Martin Hančík | Entraîneur(s) adjoint(s) : Igor Prieložný Entraîneur(s) adjoint(s) : Martin Hančík | Entraîneur(s) adjoint(s) : Igor Prieložný Entraîneur(s) adjoint(s) : Martin Hančík | : Joueuse blessée actuellement | : Joueuse blessée actuellement | : Joueuse blessée actuellement |